# دانيلو أودود
دانيلو أودود (بالإسبانية: Danylo Udod) هو لاعب كرة قدم أوكراني، ولد في 9 مارس 2004 في دونيتسك في أوكرانيا لعب سابقاً في شاختار دونيتسك و نادي العين.

## وصلات خارجية
- دانيلو أودود على موقع اتحاد أوكرانيا (الإنجليزية)
- دانيلو أودود على موقع قاعدة بيانات كرة القدم.إي يو (الإنجليزية)
- دانيلو أودود على موقع Soccerway.com (الإنجليزية)